# 化及蠻貊碣
化及蠻貊碣，位於臺灣南投縣集集鎮廣明里，為清廷在光緒十三年（1887年）闢建關門古道（集集水尾道路）時紀念開山撫番政績刻寫，今為國定古蹟。

## 歷史

### 緣由
光緒十二年（1886年）二月，陳世烈從廈門東渡至臺灣，為實施巡撫劉銘傳開山撫番政策，於當年十月於雲林坪設立雲林撫墾局。次年，劉銘傳命令統領東臺灣軍務的張兆連，聯合南投的章高元，各率兵卒民伕，分由水尾、集集埔，同朝中央山脈，東西對開，闢集集水尾道路，三個月後在關門山會合。同時，陳世烈奉台澎兵備道陳鳴志命令，招募民兵開墾集集埔。同年，陳世烈為漢化布農族，選擇在今信義鄉羅娜村設立楠仔腳蔓學堂，親自題字「萬興關」立碑為記。因官府認為楠仔腳等諸社已先後薙髮歸化，他親題「化及蠻陌」於集集通往水陸路必經之地作紀念，其字體為行書陰刻，右側刻「欽命布政使銜署臺澎兵備道陳方伯撫番開墾處」，左側署名「大清光緒拾叁年春雲林撫墾局委員陳世烈題」。

### 荒廢

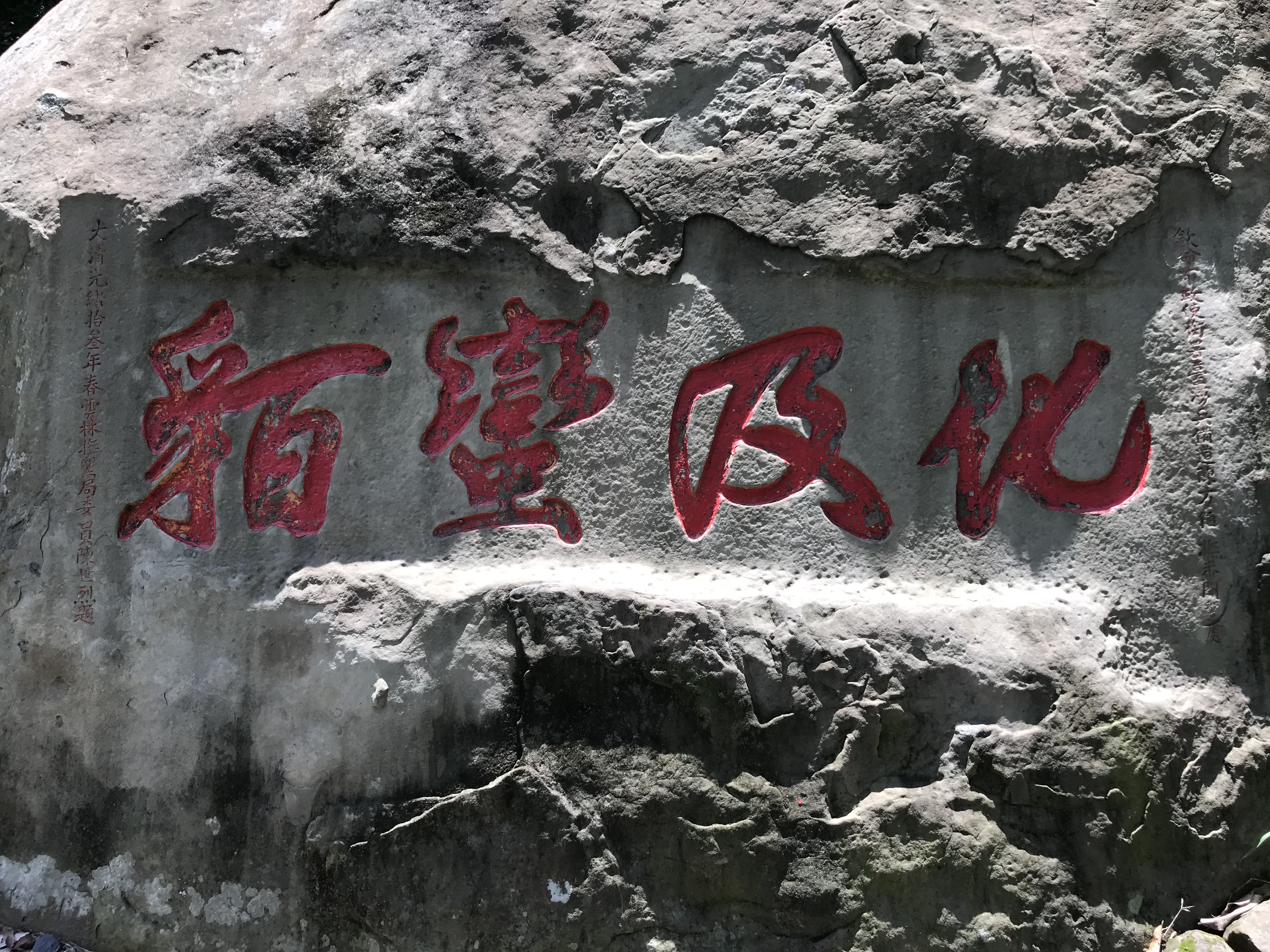
近景

官方所設的土番社學不到一年，楠仔腳社的原住民孩童紛紛逃學，於是關閉。且古道隨著清朝統治力量的衰弱、原住民反抗，再加上幾次颱風等天災後，道路荒廢。石碣也埋沒在荒草間，不易發現。
該碣今屬於廣明里，位於洞角段產業道路，須從特有生物研究保育中心旁巷道轉進約長八百公尺狹路才見到。曾姓地主回憶，1965年家族購得附近果園時，此石碣上就被人用水泥附上水泥門柱。

### 維護

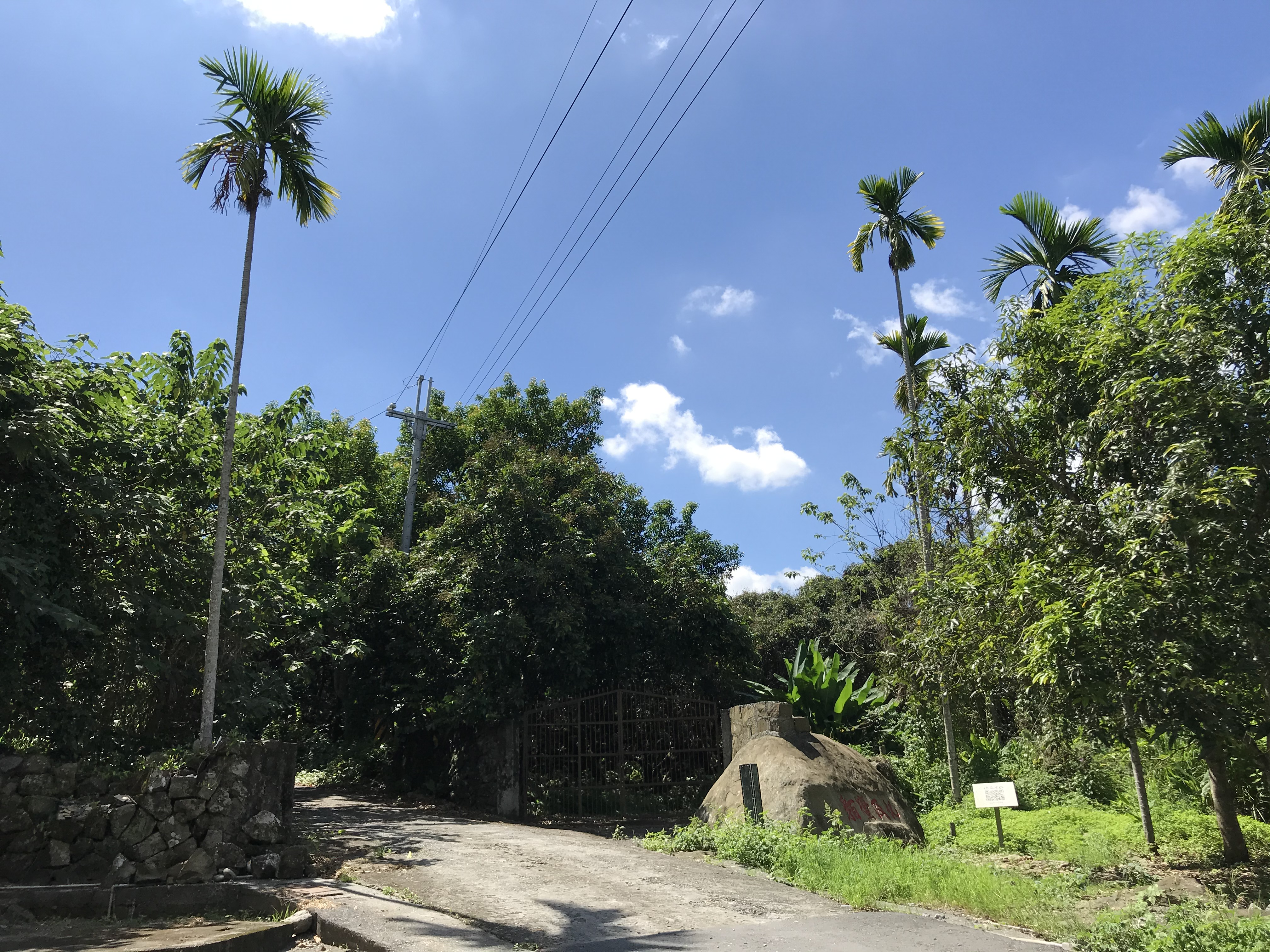
遠景

1984年，內政部審定廿四處國家一級古蹟時，將八通關古道及蠻貊碣地點一同列入。1994年12月29日，集集鎮長林明溱向南投縣長林源朗、省交通處長鍾正行反應，通往此地路途十分狹窄，約只有兩公尺，年久失修，會車不便，不但農產運輸不便，而且阻礙觀光發展，望斥資五百萬拓寬。原本計劃拓寬，但送到沿路地主反彈，遂終止。林明溱並於鎮長期間在旁設有涼亭，但年久失修已不見。1995年5月1日，內政部官員會同省民政廳、南投縣政府民政局人員、教授、集集鎮公所祕書向宗義等多人從鹿谷鄉八通關出發，前往開闢鴻荒、化及蠻貊碣勘查。2004年11月26日，被一名來此校外教學的台中市小學陳姓教師發現，指標牌居然寫成「化及巒貊」。 
2016年7月29日下午，因旅客反應化及蠻貊碣被黏上水泥柱，縣文化局會同文化部國定古蹟委託單位勘查維護狀況。次月17日，文資局古蹟聚落組科長蘇志銘會同集集鎮長陳紀衡、南投縣文化局人員再度前來，與地主協調欄柵後移事宜，獲地主吳進昌、曾平武樂意配合。